# شیرکلا (نکا)

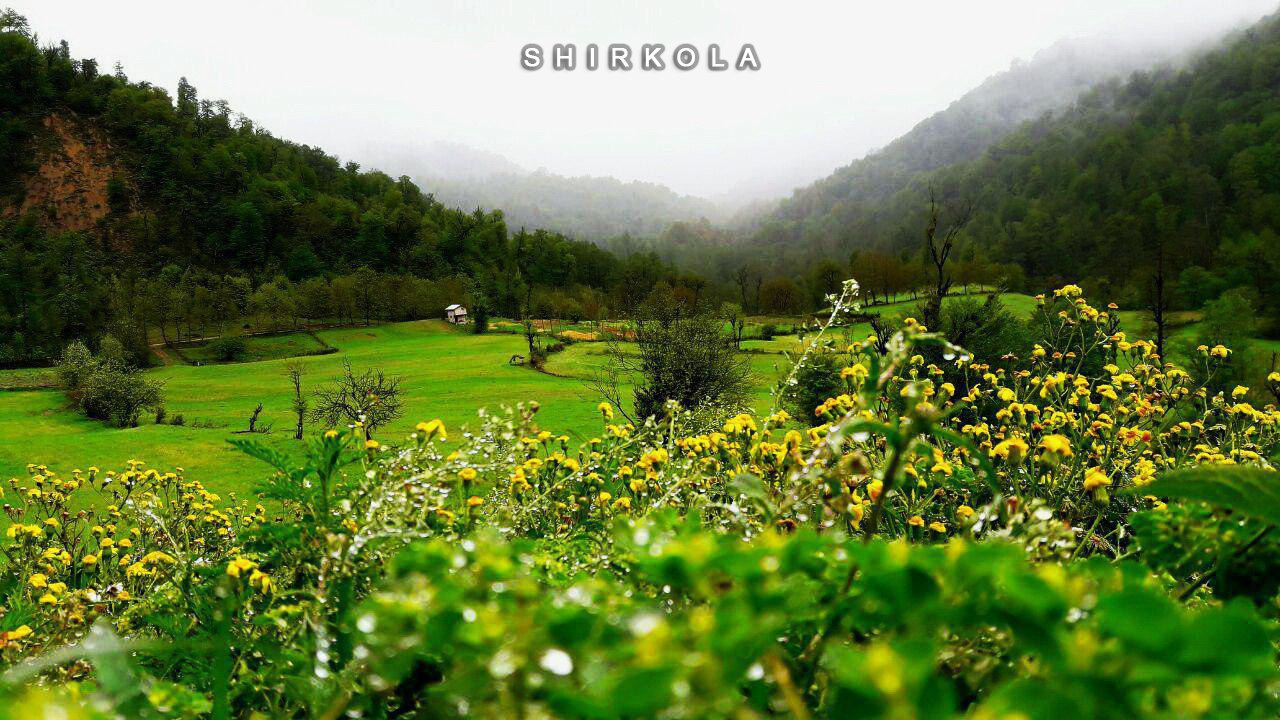
منظره ای بی نظیر از روستای شیرکلا

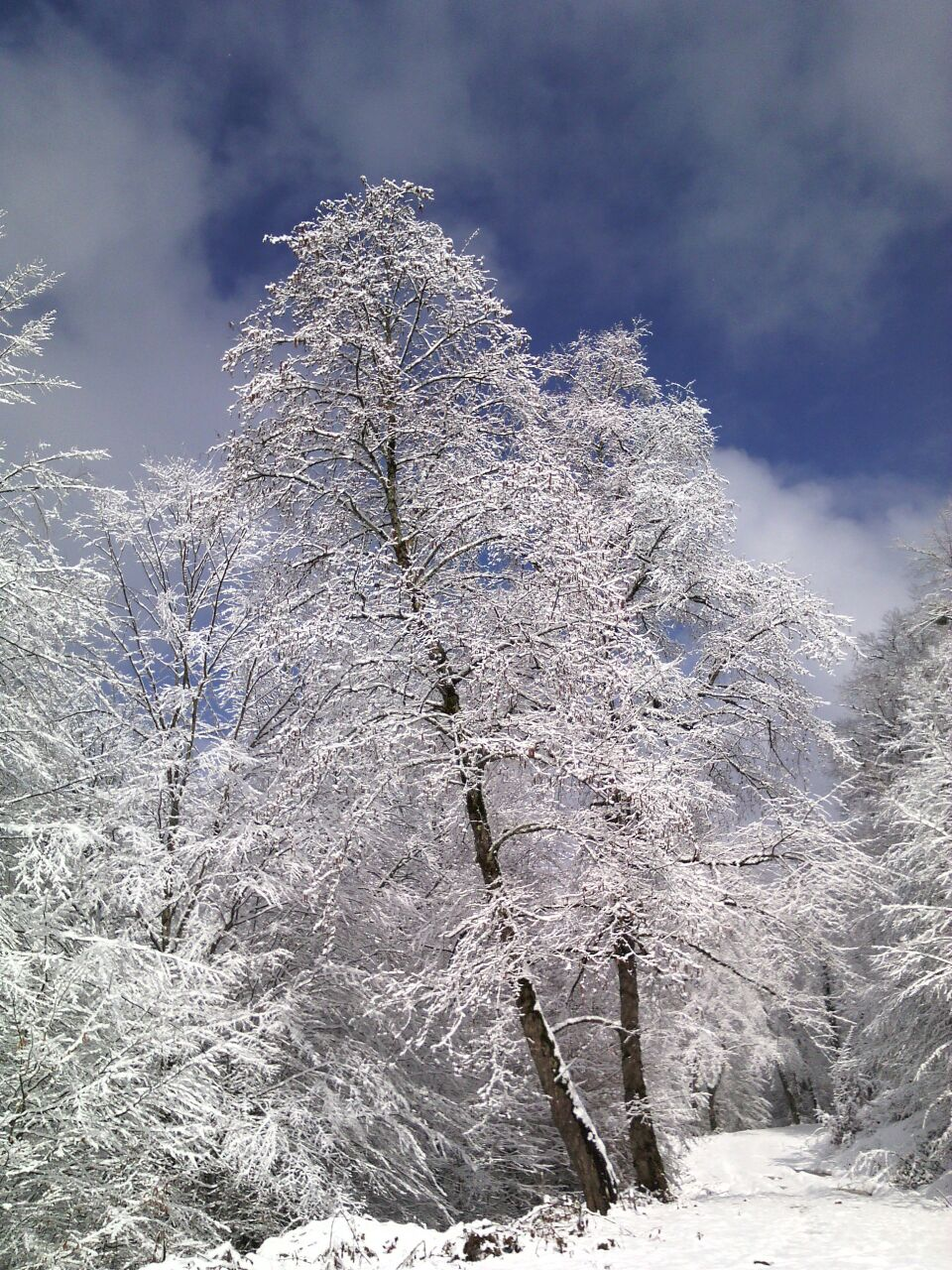
A snowy day in shirkola

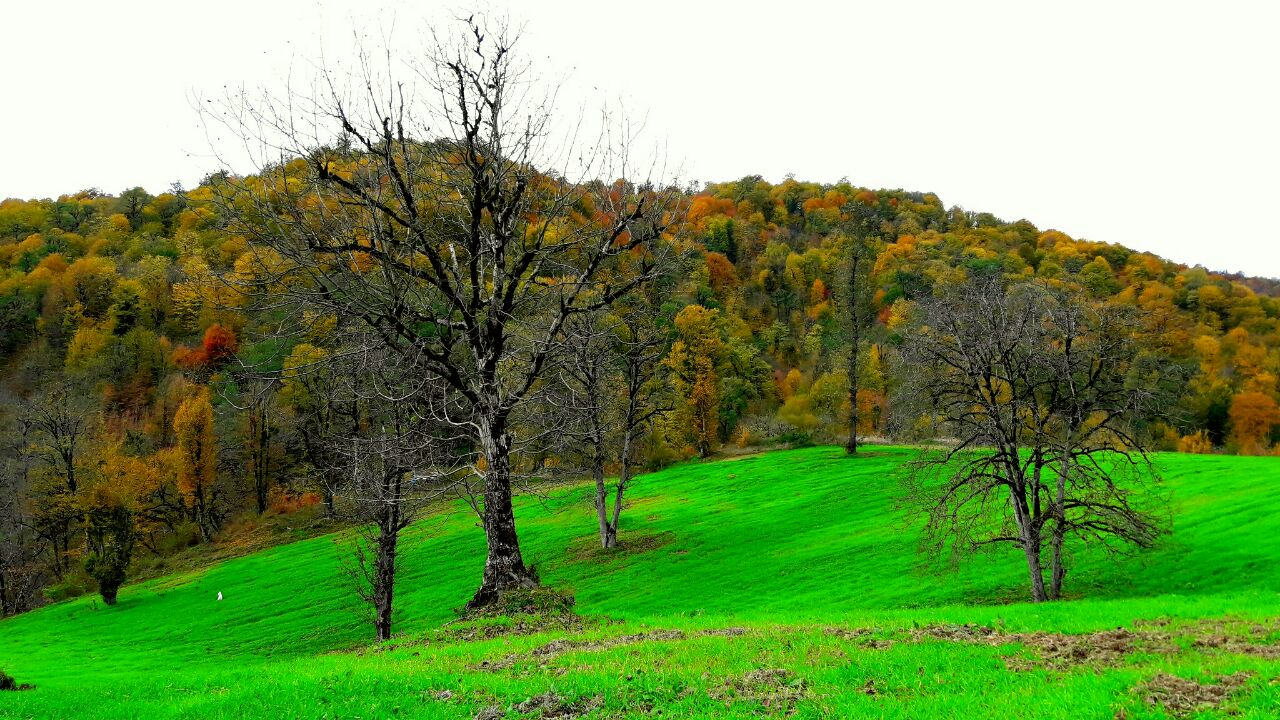
<فصل خزان>

## مشخصات جغرافیایی
شیرکلا، روستایی است از توابع بخش هزارجریب شهرستان نکا در استان مازندران ایران.

## نگار خانه

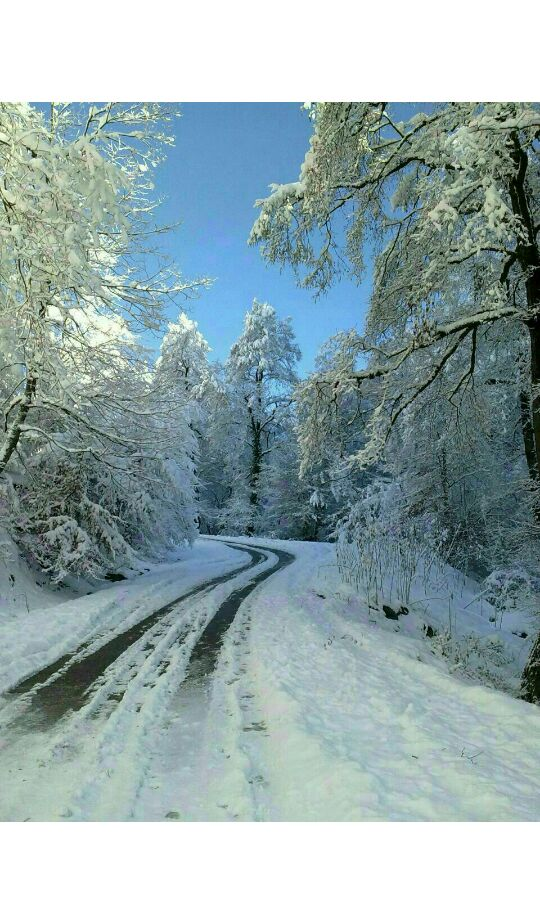
Snowy road

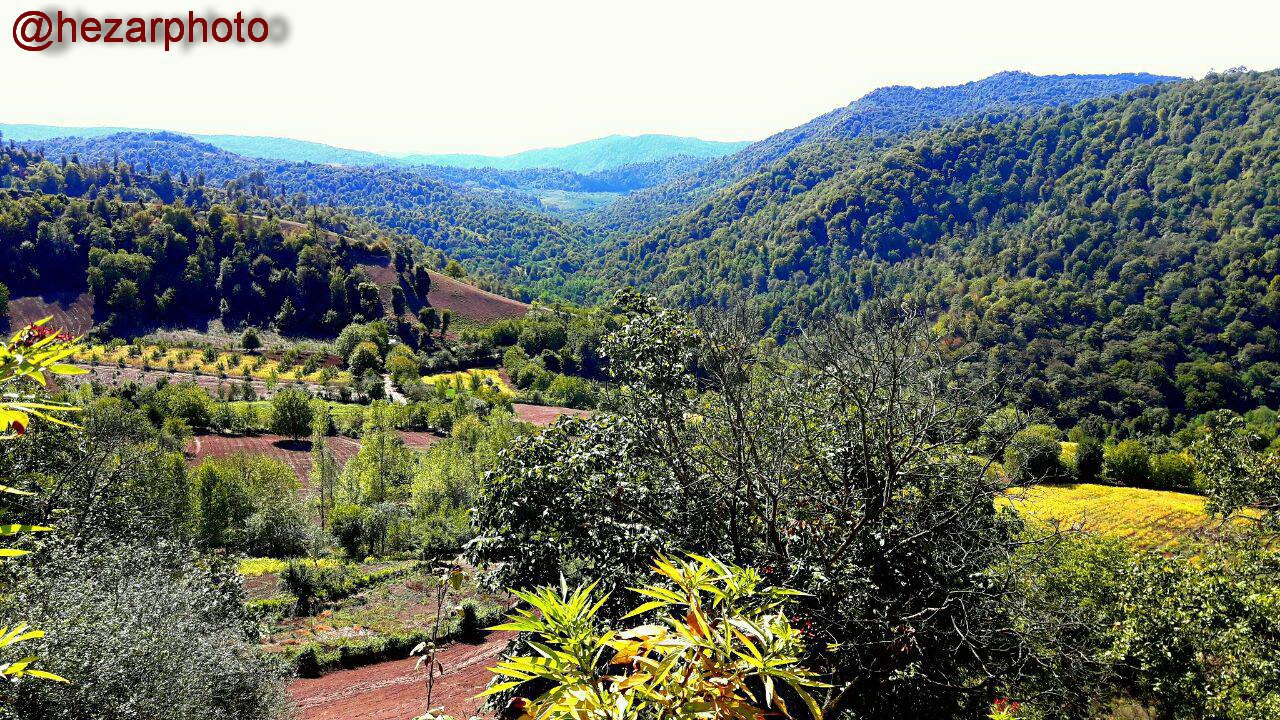
نمایی زیبا از مزارع روستا

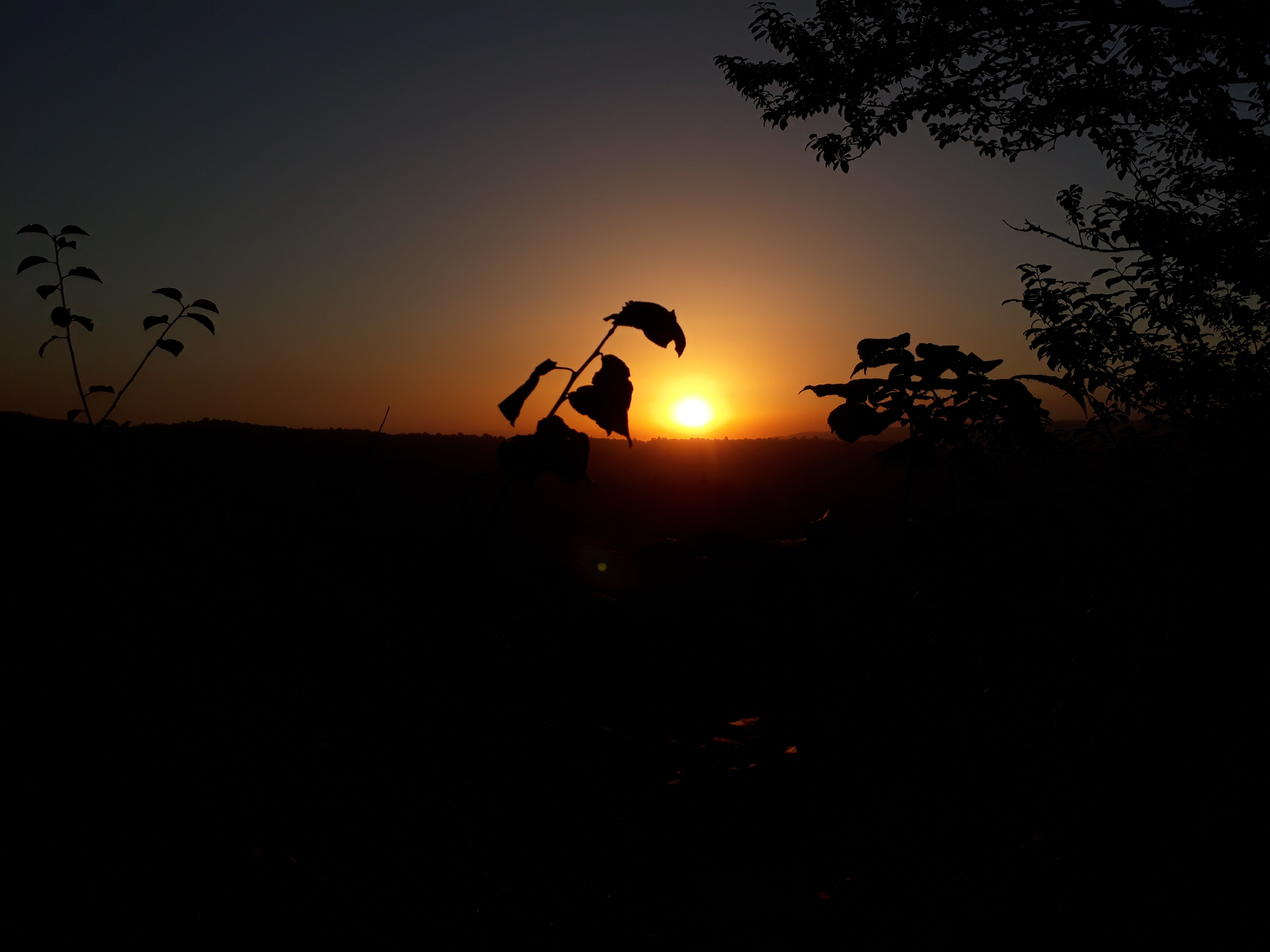
Beautiful summer sunset in shirkola

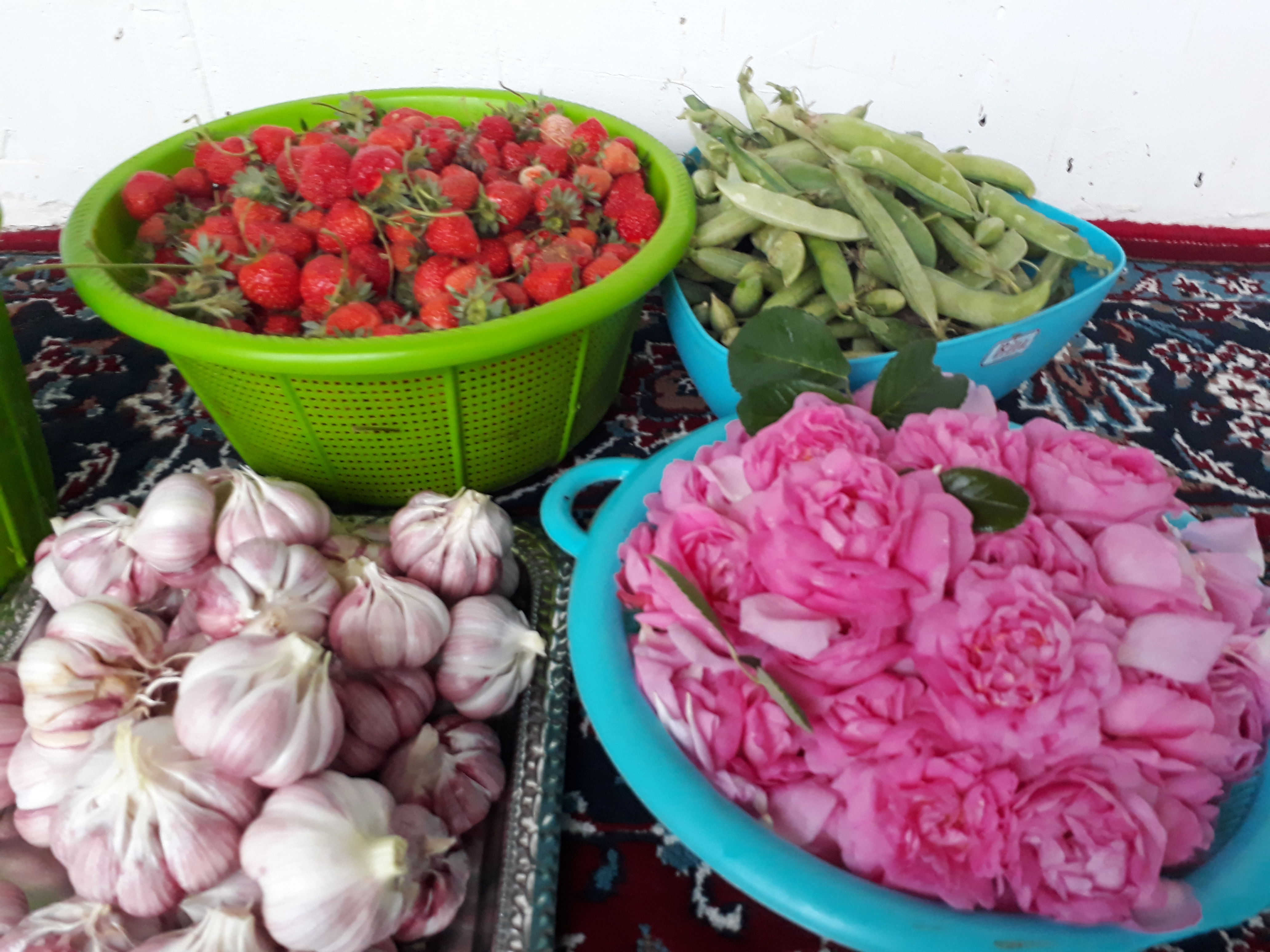
Agricultural products in shirkola

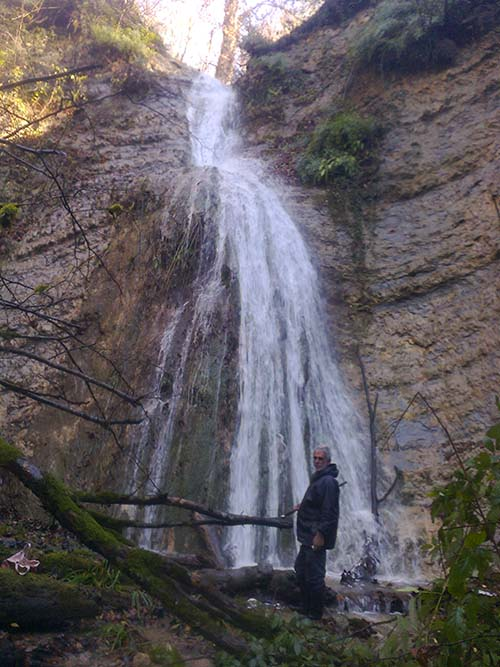
آبشار افرا سره شیرکلا

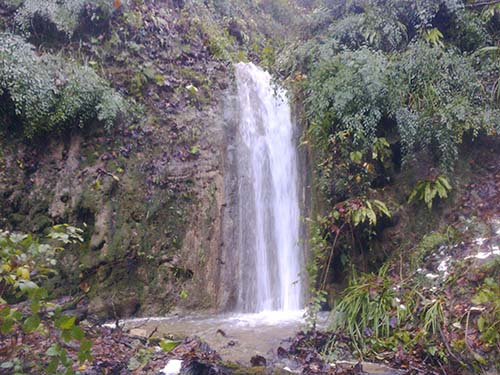
آبشار

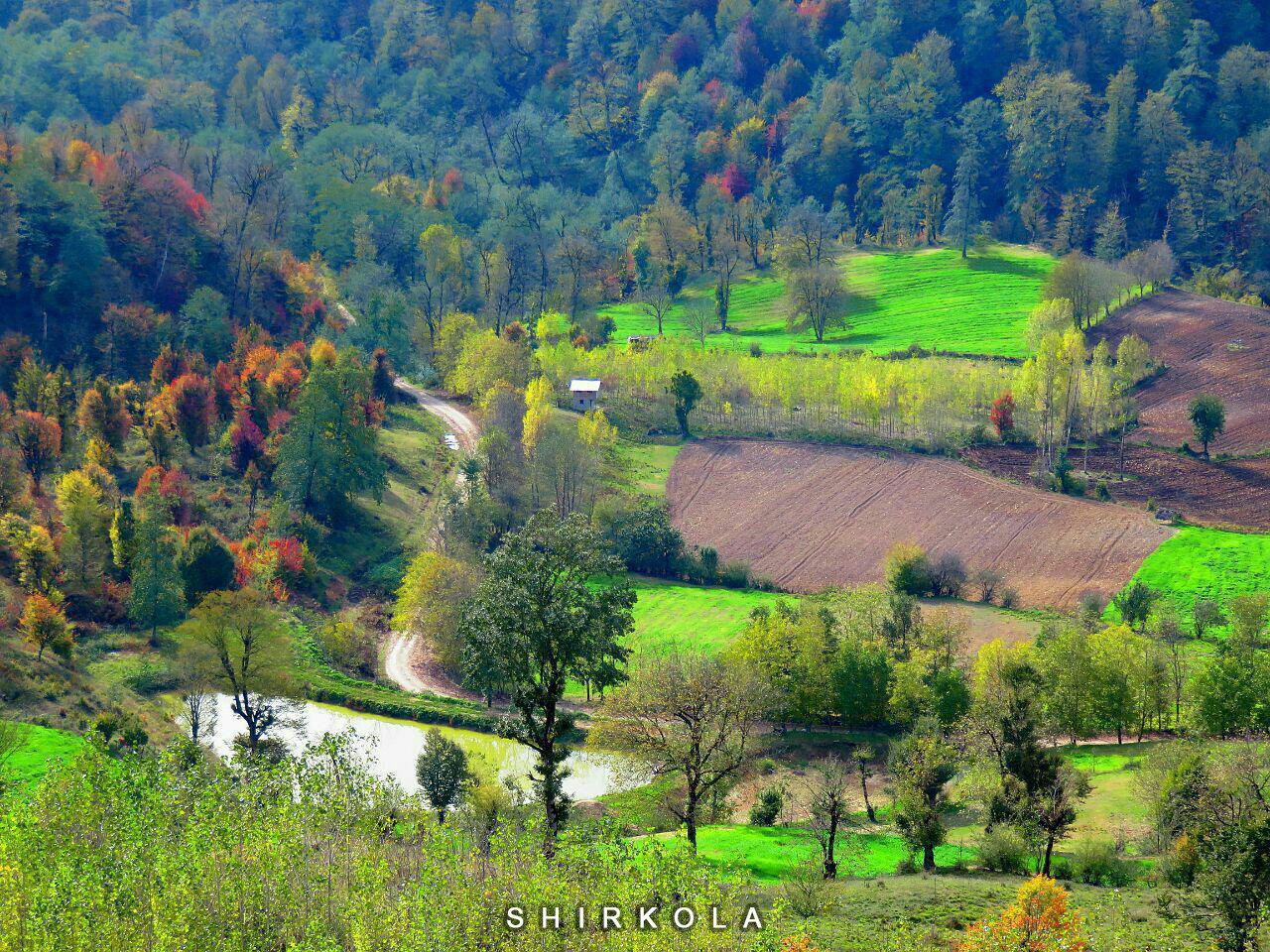
دورنمایی از جنگل و مزارع در فصل پاییز

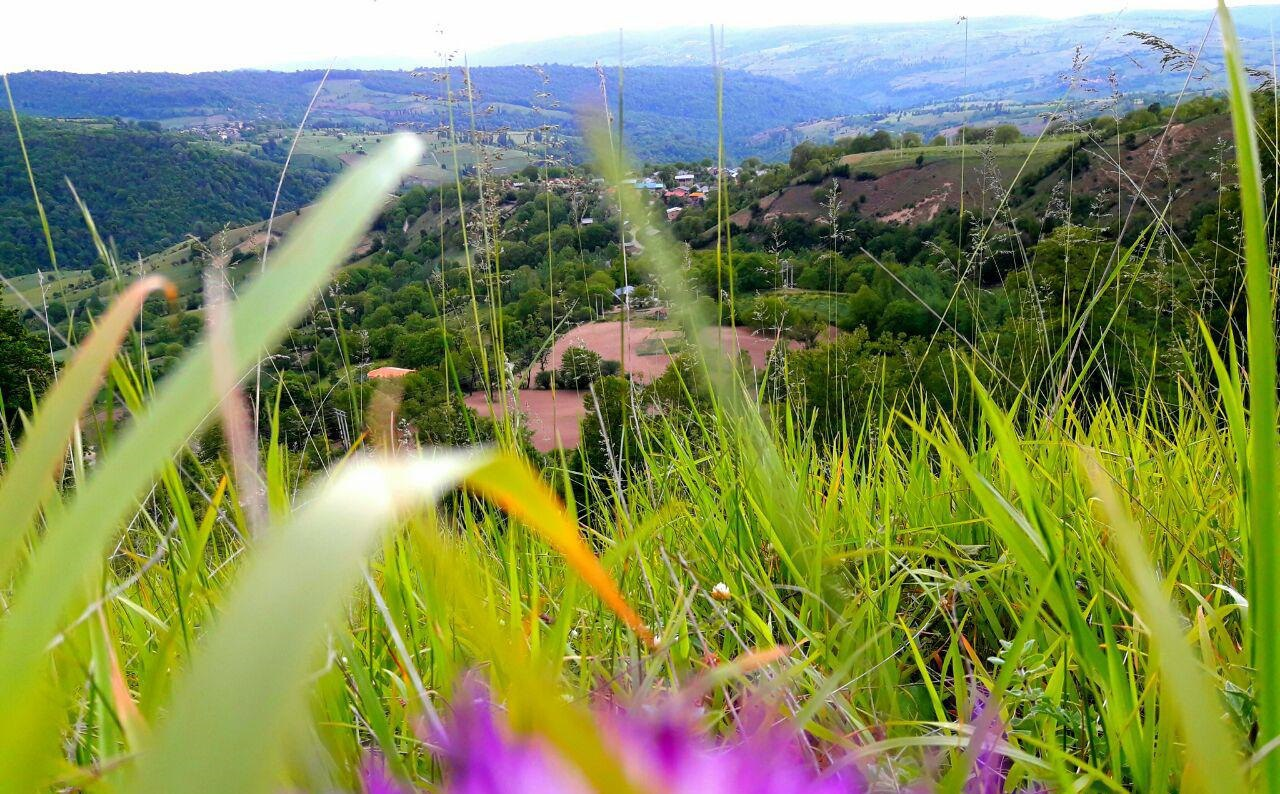
دورنمایی از روستا

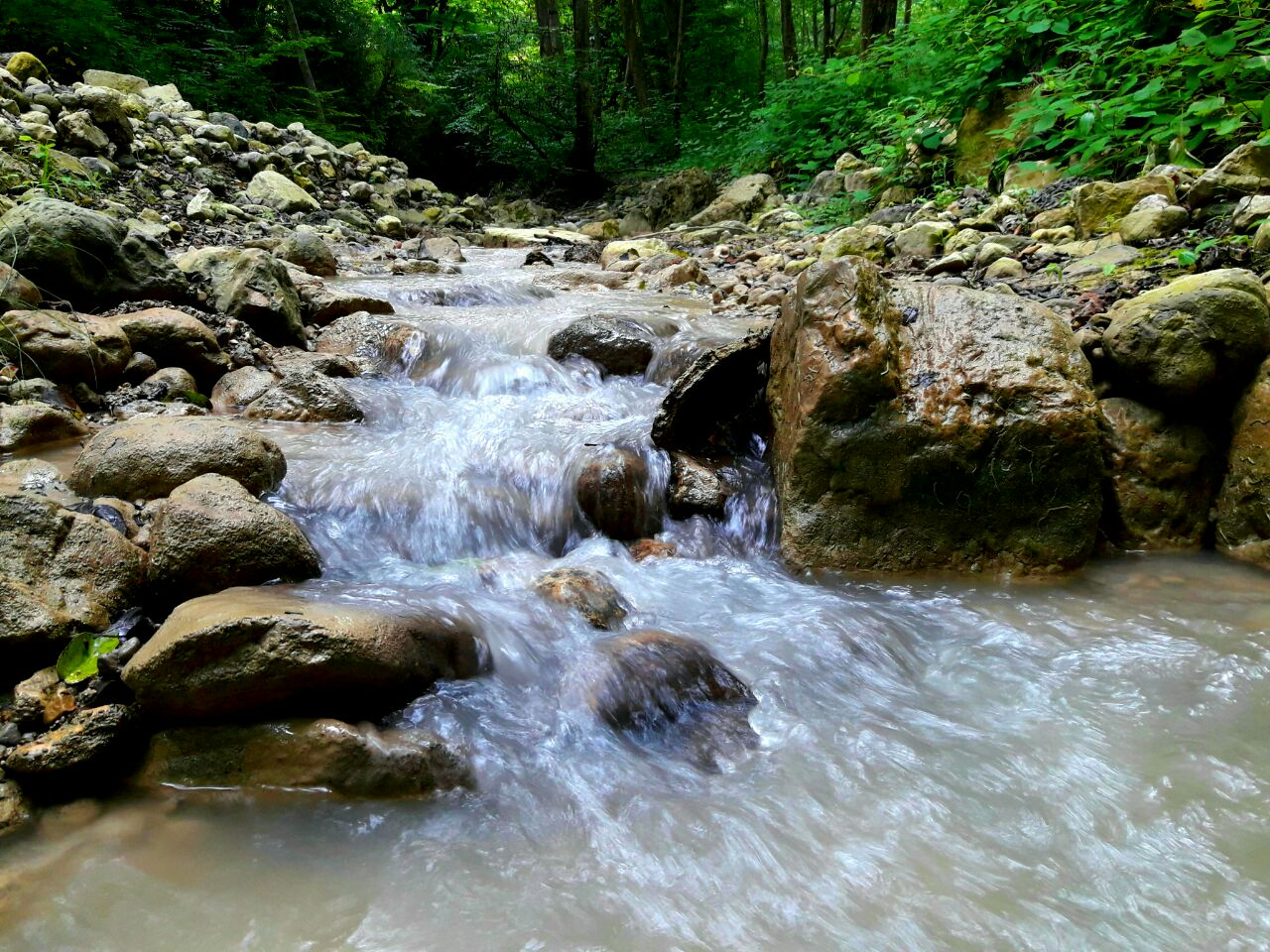
رودخانه در دل جنگل

## جمعیت
این روستا در دهستان زارم‌رود قرار دارد و براساس سرشماری مرکز آمار ایران در سال ۱۳۸۵، جمعیت آن ۲۷۵ نفر (۷۰خانوار) بوده‌است.